# Elbe-Einkaufszentrum
Das Elbe-Einkaufszentrum (EEZ) ist ein Einkaufszentrum im Hamburger Stadtteil Osdorf. Es wurde am 12. Mai 1966 eröffnet und bietet auf 43.000 m² Verkaufsfläche Platz für 180 Geschäfte. Eigentümer sind die Otto Group, das ECE Projektmanagement sowie private Investoren. Der Gebäude-Komplex umfasst zusätzlich noch 1700 m² für Büros und Arztpraxen, hinzu kommen 2200 Pkw-Stellplätze in zwei Parkhäusern. Im Center sind 1300 Personen beschäftigt.

## Geschichte
Die Bauarbeiten für das Einkaufszentrum begannen im Jahre 1964. Bauherr war die Dr. Görtmüller KG. Die Fertigstellung und die Eröffnung waren im Jahre 1966. Der Grund für den Bau des EEZ in Osdorf waren einerseits die ständig wachsenden Umlandgemeinden (Wedel, Schenefeld) und zum anderen die stetige Bevölkerungszunahme in Osdorf und den umliegenden Hamburger Stadtteilen. Viele Einwohner tätigten damals ihre Einkäufe in Schleswig-Holstein. Durch den Bau des Elbe-Einkaufszentrums sollten die Bürger der umliegenden Stadtteile und des Umlandes als Kunden zurückgewonnen werden und ihr Geld wieder in Hamburg ausgeben. Das Elbe-Einkaufszentrum wurde 1992/93 abgerissen und als Indoor Einkaufszentrum neu eröffnet. Es verfügte über 33.000 m² Verkaufsfläche, die sich über drei Ebenen erstreckt. In dem EEZ gibt es zurzeit neben 120 Fachgeschäften auch Warenhäuser, eine Markthalle sowie Dienstleistungs- und Gastronomiebetriebe. Trotz dieses schon beträchtlichen Angebots fanden im Jahre 2010 bauliche Erweiterungsmaßnahmen statt. Dadurch wuchs die Verkaufsfläche auf ca. 43.000 m² an.

## Verkehrsanbindung
Das Elbe-Einkaufszentrum verfügt über 2200 Parkplätze und liegt an der B 431. Außerdem verfügt das Elbe-Einkaufszentrum über 2 Bushaltestellen: In der Julius-Brecht-Straße die Haltestelle EEZ (Julius-Brecht-Straße) sowie in der Osdorfer Landstraße (Bundesstraße 431) die Haltestelle Elbe-Einkaufszentrum.
| Linie | Verlauf |
| ----- | --- |
| 1     | S Rissen – Asklepios Westklinikum – S Sülldorf – S Blankenese – Elbe-Einkaufszentrum – Trabrennbahn Bahrenfeld – S Othmarschen – AK Altona – Bf. Altona                 |
| 16    | Elbe-Einkaufszentrum – S Bahrenfeld – Bf. Altona – U St. Pauli – Hauptbahnhof – U Straßburger Straße – Farmsen, Rentenversicherung Nord – Bf. Rahlstedt (Doberaner Weg) |
| 21    | U Niendorf Nord – S Elbgaustraße – Elbe-Einkaufszentrum – S Klein Flottbek – Teufelsbrück (Fähre)                                                                       |
| 22    | S Blankenese – Elbe-Einkaufszentrum – S Stellingen – U Hagenbecks Tierpark – U Kellinghusenstraße                                                                       |
| 186   | Lurup, Neißestraße – S Elbgaustraße – Elbe-Einkaufszentrum – S Othmarschen                                                                                              |
| 392   | U/S Ohlsdorf – Flughafen – Groß Borstel – Lokstedt – Stellingen – Elbe-Einkaufszentrum – S Hochkamp – Teufelsbrück (Fähre)                                              |
| 601   | S Wedel – S Sülldorf – S Blankenese – Elbe-Einkaufszentrum – S Othmarschen – Bf. Altona – S Reeperbahn – U St.Pauli – U Rödingsmarkt – Rathausmarkt                     |
| 621   | S Wedel – S Sülldorf – S Iserbrook – Elbe-Einkaufszentrum – S Bahrenfeld – Bf. Altona                                                                                   |

| Linie | Verlauf |
| ----- | --- |
| 16    | Bf. Rahlstedt (Doberaner Weg) – Farmsen, Rentenversicherung Nord – U Straßburger Straße – Hauptbahnhof – U St. Pauli – Bf. Altona – S Bahrenfeld – EEZ (Julius-Brecht-Straße) |